# بروس هاميلتون
بروس هاميلتون هو لاعب هوكي الجليد كندي، ولد في 30 يونيو 1957 في ساسكاتون في كندا.

## وصلات خارجية
- بروس هاميلتون على موقع EliteProspects.com (الإنجليزية)
- بروس هاميلتون على موقع HockeyDB.com (الإنجليزية)